# 3255 Tholen
3255 Tholen је Марсов тројански астероид чија средња удаљеност од Сунца износи 2,372 астрономских јединица (АЈ).
Апсолутна магнитуда астероида је 13,6.